# Alexandr Chaulsky
Alexandr Chaulsky –en ruso, Александр Чаулский– es un deportista ruso que compitió en escalada, especialista en la prueba de velocidad.
Ganó dos medallas de bronce en el Campeonato Europeo de Escalada, en los años 2000 y 2004.

## Palmarés internacional
| Campeonato Europeo | Campeonato Europeo | Campeonato Europeo | Campeonato Europeo |
| Año                | Lugar              | Medalla            | Prueba             |
| ------------------ | ------------------ | ------------------ | ------------------ |
| 2000               | Múnich (Alemania)  | Medalla de bronce  | Velocidad          |
| 2004               | Lecco (Italia)     | Medalla de bronce  | Velocidad          |